# ماريان زابو
ماريان زابو (بالمجرية: Szabó Marianne)‏  (و. 1932  م) هي فنانة منسوجات مجرية، ولدت في بودابست.

## جوائز
حصلت على جوائز منها:
- نيشان الفنون والآداب من رتبة قائد (17 يناير 2013)[1]
- جائزة المنافسة العامة  [لغات أخرى]‏ (1946)